# Euphorbia calyptrata
Euphorbia calyptrata är en törelväxtart som beskrevs av Ernest Saint-Charles Cosson och Jean-Louis Kralik. Euphorbia calyptrata ingår i släktet törlar, och familjen törelväxter. Inga underarter finns listade i Catalogue of Life.